# Län
Län e lääni sono i termini usati rispettivamente in svedese e in finlandese per definire le suddivisioni amministrative adottate nei due paesi e talvolta per tradurre la parola russa oblast'. Il significato letterale del termine è feudo.
Furono create dal re di Svezia nel 1634, quando la Finlandia non esisteva ed era parte integrante del territorio metropolitano della Svezia. 
Data la comune origine, in entrambi i paesi un län/lääni era solo emanazione del potere esecutivo del governo e non aveva autonomia da un punto di vista legislativo.
La divisione in län/lääni non corrisponde sempre con le province tradizionali, chiamate landskap in svedese (termine usato sia al singolare sia al plurale) e maakunnat (al singolare maakunta) in finlandese.
Il governatore ha il titolo di landshövding in Svezia e maaherra in Finlandia ed è a capo di un länsstyrelse (in svedese), lääninhallitus (in finlandese), termini traducibili come Consiglio amministrativo di contea. Il governatore è una carica amministrativa ed è frequentemente ricoperta da politici ritiratisi dalla vita attiva. 
In seguito ad una prima riforma, nel 1997 in Finlandia furono drasticamente ridotti di numero, e nel 2010 furono definitivamente trasformati in Agenzie regionali per il supporto delle autorità locali.